# Zwitserse kampioenschappen beachvolleybal
De Zwitserse kampioenschappen beachvolleybal zijn de jaarlijkse kampioenschappen om de landstitels beachvolleybal van Zwitserland. De kampioenschappen worden sinds 1992 door de Zwitserse volleybalbond (Swiss Volley) georganiseerd. Het toernooi wordt gehouden op het Bundesplatz in Bern.

## Geschiedenis
De eerste drie edities van het toernooi vonden plaats in Luzern en in 1995 was Buochs de locatie van het toernooi. Sinds 1996 worden de kampioenschappen in Bern gehouden, met uitzondering van 2003 toen Zürich de speelstad was. In 2020 ging het toernooi niet door vanwege de coronapandemie.

## Resultaten

### Mannen
| Jaar | Goud                                            | Zilver                                          | Brons                                           |
| ---- | ----------------------------------------------- | ----------------------------------------------- | ----------------------------------------------- |
| 1992 | Martin Walser Christian Wandeler                | Patrick Egger Paul Licka                        | Samir Chajai Philippe Tomasetti                 |
| 1993 | Marc Gerson Daniel Stauffer                     | Martin Walser Christian Wandeler                | Christian Bigler Marco Bonaria                  |
| 1994 | Martin Laciga Paul Laciga                       | Marc Gerson Daniel Stauffer                     | Frank Fitzlaff Roland Häfliger                  |
| 1995 | Patrick Egger Sascha Heyer                      | Martin Laciga Paul Laciga                       | Tom Ribarich Bernhard Vesti                     |
| 1996 | Martin Laciga Paul Laciga                       | Sascha Heyer Martin Walser                      | Patrick Egger Bernhard Vesti                    |
| 1997 | Markus Egger Daniel Schudt                      | Patrick Heuscher Stefan Kobel                   | Patrick Egger Bernhard Vesti                    |
| 1998 | Sascha Heyer Martin Walser                      | Markus Egger Bernhard Vesti                     | Christian Bigler Marcel Gscheidle               |
| 1999 | Markus Egger Bernhard Vesti                     | Sascha Heyer Martin Tschudi                     | Christian Bigler Marcel Gscheidle               |
| 2000 | Patrick Heuscher Stefan Kobel                   | Marcel Gscheidle Martin Tschudi                 | Philipp Reinmann Tino Schütz                    |
| 2001 | Markus Egger Sascha Heyer                       | Martin Tschudi Martin Walser                    | Martin Flückiger Frank Röthlisberger            |
| 2002 | Patrick Heuscher Stefan Kobel                   | Markus Egger Sascha Heyer                       | Martin Laciga Paul Laciga                       |
| 2003 | Patrick Heuscher Stefan Kobel                   | Martin Laciga Paul Laciga                       | Marcel Gscheidle Bernhard Vesti                 |
| 2004 | Patrick Heuscher Stefan Kobel                   | Marcel Gscheidle Bernhard Vesti                 | Markus Egger Sascha Heyer                       |
| 2005 | Patrick Heuscher Stefan Kobel                   | Philip Gabathuler David Wenger                  | Marcel Gscheidle Jan Schnider                   |
| 2006 | Sascha Heyer Paul Laciga                        | Philip Gabathuler David Wenger                  | Patrick Heuscher Stefan Kobel                   |
| 2007 | Sascha Heyer Patrick Heuscher                   | Marcel Gscheidle Paul Laciga                    | Philip Gabathuler David Wenger                  |
| 2008 | Sascha Heyer Patrick Heuscher                   | Jefferson Bellaguarda Marcel Gscheidle          | Martin Laciga Jan Schnider                      |
| 2009 | Martin Laciga Jefferson Bellaguarda             | Sascha Heyer Patrick Heuscher                   | Philip Gabathuler Jan Schnider                  |
| 2010 | Martin Laciga Jefferson Bellaguarda             | Sascha Heyer Patrick Heuscher                   | Andreas Sutter Sébastien Chevallier             |
| 2011 | Jefferson Bellaguarda Patrick Heuscher          | Sascha Heyer Sébastien Chevallier               | Philip Gabathuler Jan Schnider                  |
| 2012 | Sascha Heyer Sébastien Chevallier               | Martin Laciga Jonas Weingart                    | Philip Gabathuler Mirco Gerson                  |
| 2013 | Alexei Prawdzic Mirco Gerson                    | Philip Gabathuler Jonas Weingart                | Sébastien Chevallier Jan Schnider               |
| 2014 | Philip Gabathuler Mirco Gerson                  | Sébastien Chevallier Alexei Strasser            | Thomas Schatzmann Christian Busin               |
| 2015 | Sébastien Chevallier Marco Krattiger            | Philip Gabathuler Mirco Gerson                  | Adrian Heidrich Gabriel Kissling                |
| 2016 | Philip Gabathuler Mirco Gerson                  | Nico Beeler Alexei Strasser                     | Jonas Kissling Marco Krattiger                  |
| 2017 | Sébastien Chevallier Alexei Strasser            | Nico Beeler Marco Krattiger                     | Adrian Heidrich Gabriel Kissling                |
| 2018 | Nico Beeler Marco Krattiger                     | Adrian Heidrich Mirco Gerson                    | Florian Breer Yves Haussener                    |
| 2019 | Adrian Heidrich Mirco Gerson                    | Jonas Kissling Michiel Zandbergen               | Quentin Métral Florian Breer                    |
| 2020 | Geen kampioenschappen vanwege de coronapandemie | Geen kampioenschappen vanwege de coronapandemie | Geen kampioenschappen vanwege de coronapandemie |
| 2021 | Adrian Heidrich Mirco Gerson                    | Jonas Kissling Marco Krattiger                  | Quentin Métral Yves Haussener                   |
| 2022 | Adrian Heidrich Leo Dillier                     | Simon Hagenbuch Nathan Broch                    | Jonas Kissling Michiel Zandbergen               |
| 2023 | Marco Krattiger Florian Breer                   | Adrian Heidrich Leo Dillier                     | Quentin Métral Yves Haussener                   |
| 2024 | Marco Krattiger Florian Breer                   | Quentin Métral Jonathan Jordan                  | Adrian Heidrich Leo Dillier                     |

### Vrouwen
| Jaar | Goud                                         | Zilver                                       | Brons                                        |
| ---- | -------------------------------------------- | -------------------------------------------- | -------------------------------------------- |
| 1992 | Annalea Hartmann Silvia Meier                | Irène Grauwiler Margot Schläfli              | Evelyne Frugier Caroline Zeller              |
| 1993 | Gaby Meili Kathrin Stocker                   | Trix Brunner Margot Schläfli                 | Barabra Bossi Evelyne Keller                 |
| 1994 | Barbara Bossi Cornelia Gerson                | Gaby Meili Margot Schläfli                   | Yvonne Ackermann Anne-Sylvie Monnet          |
| 1995 | Gaby Meili Margot Schläfli                   | Caroline Guggler Annalea Hartmann            | Isabelle Chiaradia Isabelle Fontana          |
| 1996 | Annalea Hartmann Margot Schläfli             | Isabelle Chiaradia Isabelle Fontana          | Silvia Ludin Gaby Meili                      |
| 1997 | Nicole Benoit Patricia Dormann               | Silvia Ludin Gaby Meili                      | Margot Schläfli Evelyne Schneiter            |
| 1998 | Denise Kölliker Annalea Hartmann             | Cornelia Gerson Evelyne Schneiter            | Isabelle Chiaradia Isabelle Fontana          |
| 1999 | Nicole Benoit Annalea Hartmann               | Barbara Egger Cornelia Gerson                | Denise Kölliker Yvonne Schnegg               |
| 2000 | Nicole Benoit Annalea Hartmann               | Sibylle Keller Jolanda Lichtin               | Sibylle Bühler Daniele Erni                  |
| 2001 | Nicole Benoit Simone Kuhn                    | Annalea Hartmann Karine Scheuerpflug         | Denise Kölliker Karin Trüssel                |
| 2002 | Simone Kuhn Nicole Schnyder-Benoit           | Isabelle Forrer Melanie Schönenberger        | Annalea Hartmann Sunny Lee                   |
| 2003 | Simone Kuhn Nicole Schnyder-Benoit           | Dorothea Hebeisen Annalea Hartmann           | Dinah Kilchenmann Lea Schwer                 |
| 2004 | Simone Kuhn Nicole Schnyder-Benoit           | Dorothea Hebeisen Annalea Hartmann           | Sarah Rohrer Lea Schwer                      |
| 2005 | Simone Kuhn Lea Schwer                       | Sarah Schmocker Tanja Schmocker              | Dorothea Hebeisen Annalea Hartmann           |
| 2006 | Simone Kuhn Lea Schwer                       | Annalea Hartmann Karin Trüssel               | Annik Skrivan Nadine Zumkehr                 |
| 2007 | Nadia Erni Muriel Grässli                    | Isabelle Forrer Sarah Schmocker              | Nadine Zumkehr Tanja Schmocker               |
| 2008 | Martina Grossen Romana Kayser                | Isabelle Forrer Sarah Schmocker              | Tanja Guerra Schmocker Karin Trüssel         |
| 2009 | Simone Kuhn Nadine Zumkehr                   | Romana Kayser Martina Grossen                | Annik Skrivan Karin Trüssel                  |
| 2010 | Simone Kuhn Nadine Zumkehr                   | Romana Kayser Martina Grossen                | Anouk Vergé-Dépré Isabelle Forrer            |
| 2011 | Simone Kuhn Nadine Zumkehr                   | Isabelle Forrer Romana Kayser                | Tanja Goricanec Muriel Grässli               |
| 2012 | Isabelle Forrer Anouk Vergé-Dépré            | Joana Heidrich Romana Kayser                 | Simone Kuhn Nadine Zumkehr                   |
| 2013 | Tanja Goricanec Tanja Hüberli                | Isabelle Forrer Anouk Vergé-Dépré            | Muriel Grässli Romana Kayser                 |
| 2014 | Joana Heidrich Nadine Zumkehr                | Isabelle Forrer Anouk Vergé-Dépré            | Tanja Goricanec Tanja Hüberli                |
| 2015 | Isabelle Forrer Anouk Vergé-Dépré            | Tanja Goricanec Tanja Hüberli                | Nina Betschart Nicole Eiholzer               |
| 2016 | Isabelle Forrer Anouk Vergé-Dépré            | Joana Heidrich Nadine Zumkehr                | Nina Betschart Tanja Hüberli                 |
| 2017 | Joana Heidrich Anouk Vergé-Dépré             | Nina Betschart Tanja Hüberli                 | Nicole Eiholzer Dunja Gerson                 |
| 2018 | Nina Betschart Tanja Hüberli                 | Esmée Böbner Zoé Vergé-Dépré                 | Nicole Eiholzer Elena Steinemann             |
| 2019 | Nina Betschart Tanja Hüberli                 | Joana Heidrich Anouk Vergé-Dépré             | Muriel Grässli Sarina Schafflützel           |
| 2020 | Geen kampioenschappen vanwege coronapandemie | Geen kampioenschappen vanwege coronapandemie | Geen kampioenschappen vanwege coronapandemie |
| 2021 | Nina Betschart Tanja Hüberli                 | Laura Caluori Anouk Vergé-Dépré              | Esmée Böbner Zoé Vergé-Dépré                 |
| 2022 | Nina Brunner Tanja Hüberli                   | Esmée Böbner Zoé Vergé-Dépré                 | Menia Bentele Anouk Vergé-Dépré              |
| 2023 | Nina Brunner Tanja Hüberli                   | Esmée Böbner Zoé Vergé-Dépré                 | Anouk Vergé-Dépré Joana Mäder                |
| 2024 | Nina Brunner Tanja Hüberli                   | Esmée Böbner Zoé Vergé-Dépré                 | Leona Kernen Dunja Gerson                    |

## Meervoudige winnaars

### Mannen
| Speler                | Periode   | Goud | Zilver | Brons | Totaal |
| --------------------- | --------- | ---- | ------ | ----- | ------ |
| Patrick Heuscher      | 1997–2010 | 8    | 3      | 1     | 12     |
| Sascha Heyer          | 1995–2012 | 7    | 6      | 1     | 14     |
| Mirco Gerson          | 2012–2021 | 5    | 2      | 1     | 8      |
| Stefan Kobel          | 1997–2006 | 5    | 1      | 1     | 7      |
| Martin Laciga         | 1994–2012 | 4    | 3      | 2     | 9      |
| Marco Krattiger       | 2015–2024 | 4    | 2      | 1     | 7      |
| Paul Laciga           | 1994–2007 | 3    | 3      | 1     | 7      |
| Adrian Heidrich       | 2015–2024 | 3    | 2      | 3     | 8      |
| Sébastien Chevallier  | 2010–2017 | 3    | 2      | 2     | 7      |
| Markus Egger          | 1997–2004 | 3    | 2      | 1     | 6      |
| Jefferson Bellaguarda | 2008–2011 | 3    | 1      | 0     | 4      |
| Philip Gabathuler     | 2005–2016 | 2    | 4      | 4     | 10     |
| Martin Walser         | 1992–2001 | 2    | 3      | 0     | 5      |
| Florian Breer         | 2018–2024 | 2    | 0      | 2     | 4      |

### Vrouwen
| Speler                 | Periode   | Goud | Zilver | Brons | Totaal |
| ---------------------- | --------- | ---- | ------ | ----- | ------ |
| Simone Kuhn            | 2001–2012 | 9    | 0      | 1     | 10     |
| Tanja Hüberli          | 2013–2024 | 7    | 2      | 2     | 11     |
| Nicole Schnyder-Benoit | 1997–2004 | 7    | 0      | 0     | 7      |
| Nina Brunner           | 2015–2024 | 6    | 1      | 2     | 9      |
| Annalea Hartmann       | 1992–2006 | 5    | 5      | 2     | 12     |
| Anouk Vergé-Dépré      | 2010–2023 | 4    | 4      | 3     | 11     |
| Nadine Zumkehr         | 2006–2016 | 4    | 1      | 3     | 8      |
| Isabelle Forrer        | 2002–2016 | 3    | 6      | 1     | 10     |
| Joana Mäder            | 2012–2023 | 2    | 3      | 1     | 6      |
| Margot Schläfli        | 1992–1997 | 2    | 3      | 1     | 6      |
| Gaby Meili             | 1993–1997 | 2    | 2      | 1     | 5      |
| Lea Schwer             | 2003–2006 | 2    | 0      | 2     | 4      |